# دوبین
دوبین (به لهستانی:  Dubin) یک روستا در لهستان است که در گمینا یوتروشن واقع شده‌است. دوبین ۷۱۰ نفر جمعیت دارد.